# Воля народу (депутатська група)
«Воля народу» — депутатська група у Верховній Раді України VIII скликання, створена 27 листопада 2014 року. До 12 серпня 2015 р. її очолював народний депутат Ігор Єремеєв. З 6 жовтня 2015 року очолював народний депутат Ярослав Москаленко.

## Опис
Група в включала 17 народних депутатів, більшість із яких було обрано на виборах 26 жовтня 2014 року за мажоритарними виборчими округами. Основу групи сформовано з депутатів VII скл., які перед виборами входили до депутатської групи «Суверенна європейська Україна». До того частина депутатів групи в минулому скликанні була членами Партії регіонів, брали участь у голосуванні за «закони про диктатуру».

## Склад групи
- Бандуров Володимир Володимирович
- Богуслаєв Вячеслав Олександрович
- Гіршфельд Анатолій Мусійович
- Довгий Олесь Станіславович
- Івахів Степан Петрович (Заступник Голови депутатської групи)
- Лабазюк Сергій Петрович
- Литвин Володимир Михайлович
- Мартиняк Сергій Васильович
- Молоток Ігор Федорович
- Москаленко Ярослав Миколайович (Голова депутатської групи)
- Петьовка Василь Васильович
- Пономарьов Олександр Сергійович
- Поплавський Михайло Михайлович
- Рибчинський Євген Юрійович
- Фельдман Олександр Борисович
- Фурсін Іван Геннадійович
- Шахов Сергій Володимирович